# Rainbow (manga)
Pour les articles homonymes, voir Rainbow.
Rainbow (ＲＡＩＮＢＯＷ　二舎六房の七人, Reinbō - Ni-sha roku bō no shichi-nin) est un seinen manga écrit par George Abe et dessiné par Masasumi Kakizaki dont les thèmes principaux sont l’univers carcéral et la vie au Japon pendant la période après-guerre des années 1950. Il a été prépublié dans le magazine Weekly Young Sunday, puis dans le magazine Big Comic Spirits à la suite de l'arrêt du premier magazine, de l'éditeur Shōgakukan, et a été compilé en un total de 22 tomes entre avril 2003 et février 2010 au Japon. La version française est éditée en intégralité par Kazé.
Une adaptation en série télévisée d'animation de 26 épisodes produite par le studio Madhouse a été diffusée entre avril 2010 et septembre 2010 sur NTV ainsi que sur le site de streaming de Kazé en version originale sous-titrée français.

## Synopsis
Rainbow raconte l’histoire de sept adolescents : Anchan, Mario, Heitai, Kyabetsu, Suppon, Jô et Baremoto.
Dans la première partie du manga, ils se retrouvent dans une même cellule, dans la maison de redressement de Shonan. Rapidement, des liens d'amitié se tissent entre eux, ils vont devenir solidaires et affronter les dures conditions de vie en prison. Ishihara, un gardien vicieux et le Dr Sasaki, tentent par tous les moyens d'éliminer Anchan afin d'éviter qu'il ne dévoile à l'extérieur un drame survenu dans la prison. Dix jours avant la libération d'Anchan, les six garçons vont l'aider à s'évader de cet enfer.
Dans la seconde partie du manga, les héros ont purgé leur peine et se retrouvent à vivre par leurs propres moyens dans un Japon qui tente de se relever après la Seconde Guerre Mondiale. L'aventure se découpe alors en plusieurs histoires, chaque histoire se centrant sur un personnage en particulier. Chaque mésaventure sera l'occasion de montrer le lien quasi-fraternel qui unit les protagonistes et permettra à chacun d'entre eux de se rapprocher de plus en plus de son rêve.

## Personnages

### Les sept détenus de la cellule 6 du bloc 2
Rokurôta Sakuragi (桜木 六郎太, Sakuragi Rokurôta)
Rokurôta, alias Anchan, 17 ans en 1955, est le leader du groupe. En 1954, Sakuragi vivait avec sa mère. Son père et ses frères aînés sont partis pour la guerre, aucun n'est revenu. Il les admirait beaucoup, c'est la raison pour laquelle il pratique la boxe. Un jour, son père réapparaît, il est aigri, désœuvré, et sombre peu à peu dans l'alcool. À la suite d'une dispute avec son fils, il se suicide en se jetant dans la rivière. Sakuragi est arrêté pour meurtre et se sent coupable de la mort de son père. En prison, il rencontre Hagino et devient son meilleur ami. Hagino est un jeune homme naïf, il a été abusé et manipulé au point de mettre un terme à sa vie. Anchan lit sa lettre d'adieu dans laquelle les noms d'Ishihara et du Dr Sasaki sont mentionnés. Dans une colère noire, Anchan promet de le venger. En 1955, Anchan fait connaissance avec Mario, Heitai, Suppon, Kyabetsu, Joe et Baremoto et devient en quelque sorte leur grand frère. Il leur enseigne comment survivre dans ce monde cruel. Finalement, après avoir réussi à s'évader, le jour du premier match de Mario sur une base américaine, Ishihara retrouvera Sakuragi. À l'issue de leur confrontation, Ishihara, démoli mentalement et rongé par la culpabilité, perdra l'esprit, de son côté, Sakuragi a reçu un coup de couteau dans le ventre. Cependant, il se tiendra prêt à rejoindre Mario, victorieux de son adversaire, cependant Sasaki, non loin, l'interceptera, ayant toujours le couteau d'Ishihara sur lui. Lorsque la police militaire américaine débarquera, les policiers croiront à une tentative d'agression et tueront Sakuragi.
Mario Minakami (水上 真理雄, Minakami Mario)
Mario, 17 ans en 1955, 22 ans en 1960, est surtout le plus colérique du groupe. En 1955, Minakami a été arrêté pour coups et blessures. Il est venu en aide à une étudiante agressée par un professeur, en mettant l'homme hors d'état de nuire. Lors de sa première rencontre avec Sakuragi, il n'hésite pas à s'attaquer à lui. Ensuite, il aura un énorme respect et une grande confiance envers lui. Anchan l'initie à la boxe, qu'il pratique avec bonheur. Pour défendre Anchan, transféré dans une nouvelle cellule où il est tabassé par une bande de brutes à la solde d'Ishihara, Minakami les supplie de le frapper à sa place. Ils vont lui briser la main droite. Mario ne peut plus boxer, c'est une grande déception pour lui. En 1956, il devient barman. Il est ensuite arrêté pour acte de violence envers un client mais ses amis réussissent à le faire sortir. Il se fait opérer pour retrouver l'usage de sa main droite. En 1960, il remonte sur le ring avec les bottes d'Anchan et terrasse son ennemi.
Tadayoshi Toyama (遠山 忠義, Tōyama Tadayoshi)
Tadayoshi, alias Heitai (Soldat), 17 ans en 1955, 22 ans en 1960, est le plus costaud du groupe. En 1955, Toyama a été arrêté pour coups et blessures envers le petit ami de sa mère. La cicatrice sous son œil gauche a été faite par sa propre mère avec un bout de verre cassé. Il a un caractère sérieux, semble ne pas faire confiance aux autres et fais preuve de sang-froid face au difficulté. Il est l'un des plus fort mentalement de la bande.
Noboru Maeda (前田 昇, Maeda Noboru)
Noboru, alias Suppon (tortue carnassière), 16 ans en 1955, 21 ans en 1960, est le plus petit du groupe mais aussi très présomptueux. Il a un don pour les affaires. Il devient un enfant des rues (antérieurement aux événements relatés par le manga) à la suite de la perte de sa famille à cause de la bombe atomique. Il y survit mais il fut irradié ce qui lui causera des problèmes de santé. En 1955, Maeda a été arrêté pour vols et escroqueries. Sa mâchoire est son arme secrète mais ne marche pas contre Anchan. Il aida Joe à prendre la fuite pour qu'il puisse rencontrer sa petite sœur une dernière fois.
Joe Yokosuka (横須賀 丈, Yokosuka Jô)
Joe / Jô, 16 ans en 1955, 21 ans en 1960, est le plus timide du groupe. Il est métis, blond aux yeux bleus, a passé une partie de son enfance dans un orphelinat avec sa jeune sœur, Megu. Ils y ont été maltraités, il a subi des sévices sexuels. En 1955, Yokosuka a été arrêté pour violence et relation familiale non autorisée. Il a un caractère plutôt posé, et semble ne pas aimer la violence, il est cependant sans pitié lorsque l'on touche à ses amis. Yokosuka réussit à s'échapper de la prison grâce à Suppon. Il veut revoir sa sœur, elle doit être "adoptée" par un vieillard libidineux. Il sera piégé par la directrice de l'orphelinat, qui l'abusa quand il était encore jeune, mais il a pu revoir le visage de Megu avant de repartir dans sa cellule.
Mansaku Matsuura (松浦 万作, Matsuura Mansaku)
Mansaku, alias Kyabetsu (Chou), 17 ans en 1955, 22 ans en 1960, est le plus bête du groupe, il porte un chou-fleur tatoué sur l'épaule. En 1955, Matsuura a été arrêté pour acte de violence envers l'ex-amant de sa copine. Il lui a balancé une bouche d'égout à la tête alors qu'il était sous l'emprise de l'alcool. Chou ne pense qu'à manger. Il apprend que son amie, qui fait partie d'une troupe de théâtre doit se produire au sein de la prison. Il va tout faire pour la retrouver mais se rendra compte qu'elle s'est servie de lui et qu'elle se moque de lui. Ce qui compte pour lui, c'est qu'il l'aime, même si c'est à sens unique.
Ryuuji Nomoto (野本 龍次, Nomoto Ryuuji)
Ryuuji, alias Baremoto (Le Dévoilé), 17 ans en 1955, 22 ans en 1960, est l'intellectuel du groupe. Solitaire, il porte des lunettes et fume en cachette. En 1955, Nomoto a été arrêté pour vols et braquages parce que sa famille était très pauvre. Quand il était jeune, il a vu sa mère se prostituer pour avoir de quoi les nourrir. Baremoto veut devenir riche pour subvenir aux besoins de sa famille mais doit d'abord faire des études pour trouver un bon emploi. Son surnom Baremoto vient de la devise qu'il répète souvent : "Il faut toujours essayer, quitte à se faire attraper" (Barete moto moto).

### Le personnel de la prison
Ishihara (石原)
Gardien vénal et sadique. Il n'hésite pas à vendre des jeunes garçons. Il est prêt à tout pour garder l'impunité : il n'aura de cesse d'éliminer Anchan dont le témoignage peut l'accabler et tous ceux qui se mettent en travers de sa route. Il assassine un gardien du nom de Kumagai qui venait en aide à Anchan.
Dr Sasaki Gisuke (佐々木 義助)
Responsable médical de la prison. Pervers et libidineux, il profite de son poste pour abuser des jeunes garçons. Prêt à tout pour arriver à ses fins. Il ment, promet, menace et soudoie Ishihara pour lui faire venir des jeunes détenus.
Kumagai
Kumagai est un gardien de la maison de redressement Shonan. Contrairement à Ishihara, c'est un homme attentionné envers les détenus qui finit par se lier d'affection pour nos sept héros de la cellule 6 du bloc 2. Lorsqu'il apprend qu'Ishihara et le Dr Sasaki se sont alliés pour faire mourir Anchan, il commence à venir en aide au détenu en lui apportant de la nourriture en salle de torture. C'est pour cela qu'Ishihara décide de l'éliminer, au grand dam du Dr Sasaki qui a peur que cette affaire attire l'attention sur lui.

## Manga
La série a débuté dans le magazine Weekly Young Sunday en 2002, et le premier volume relié est publié par Shōgakukan le 5 avril 2003. À la suite de l'arrêt du magazine en 2008, la série a été transférée dans le magazine Big Comic Spirits. Le dernier chapitre est publié le 14 décembre 2009, et le vingt-deuxième et dernier volume est sorti le 27 février 2010.
La version française fut d'abord publiée par Kabuto, mais la série a été interrompue à la suite de la liquidation de SEEBD. La série est rééditée aux éditions Kazé depuis février 2010, et les vingt-deux tomes sont disponibles depuis juillet 2012.
Le manga a gagné en 2005 le 51e prix Shōgakukan dans la catégorie général.

## Anime
La production de la série télévisée d'animation a été annoncée en mars 2008. Elle est produite par le studio Madhouse avec une réalisation de Hiroshi Koujina et un scénario de Hideo Takayashiki. Elle a été diffusée sur NTV du 6 avril au 28 septembre 2010,.
La série a été diffusée par Kazé en version originale sous-titrée français sur le site Kzplay.

### Génériques
Génériques de début
1. We're Not Alone par Coldrain[12]

Génériques de fin
1. A Far-Off Distance par Galneryus[12]

## Analyse
Le manga contient beaucoup de violence physique et morale perpétrée à l'encontre des personnages principaux. Cependant, l'idée de fraternité y est grandement mise en relief, comme quoi même dans le pire des contextes une forte amitié peut naître et se renforcer malgré des épreuves très difficiles.
Le scénariste a voulu restituer dans ce manga une ambiance réaliste témoignant du Japon chaotique d'après-guerre. Le mangaka à l'origine de Rainbow fut lui- même incarcéré dans un centre de redressement au Japon.